# Stockholms Livsmedelshandlareförening

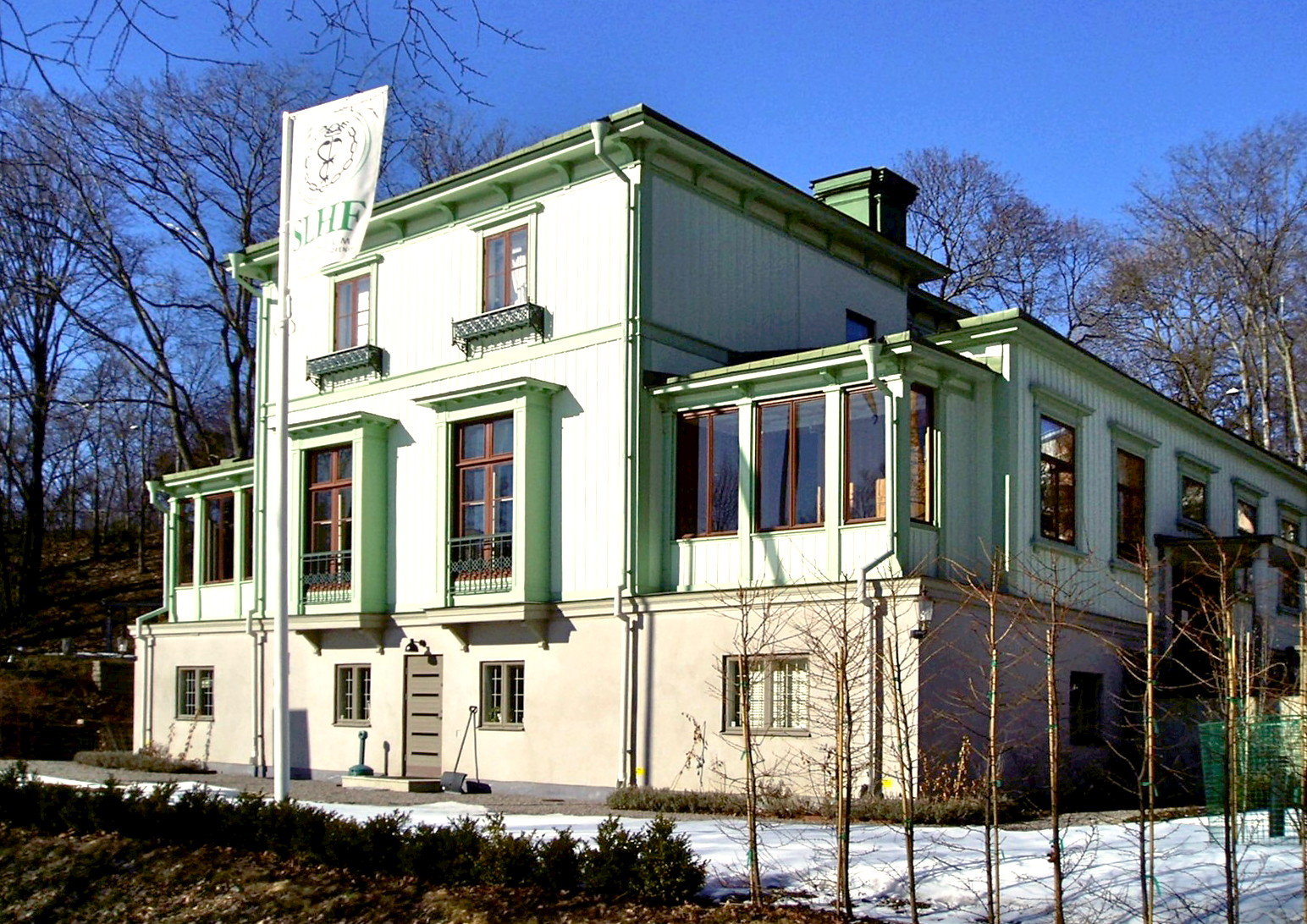
Villa Adolfsberg är SLHF:s säte.

Stockholms Livsmedelshandlareförening (SLHF) är en intresseorganisation för privata köpmän i Stockholms län. SLHF har sitt kansli och sina möteslokaler i Villa Adolfsberg vid Wivalliusgatan 25 i Stockholm.

## Historik

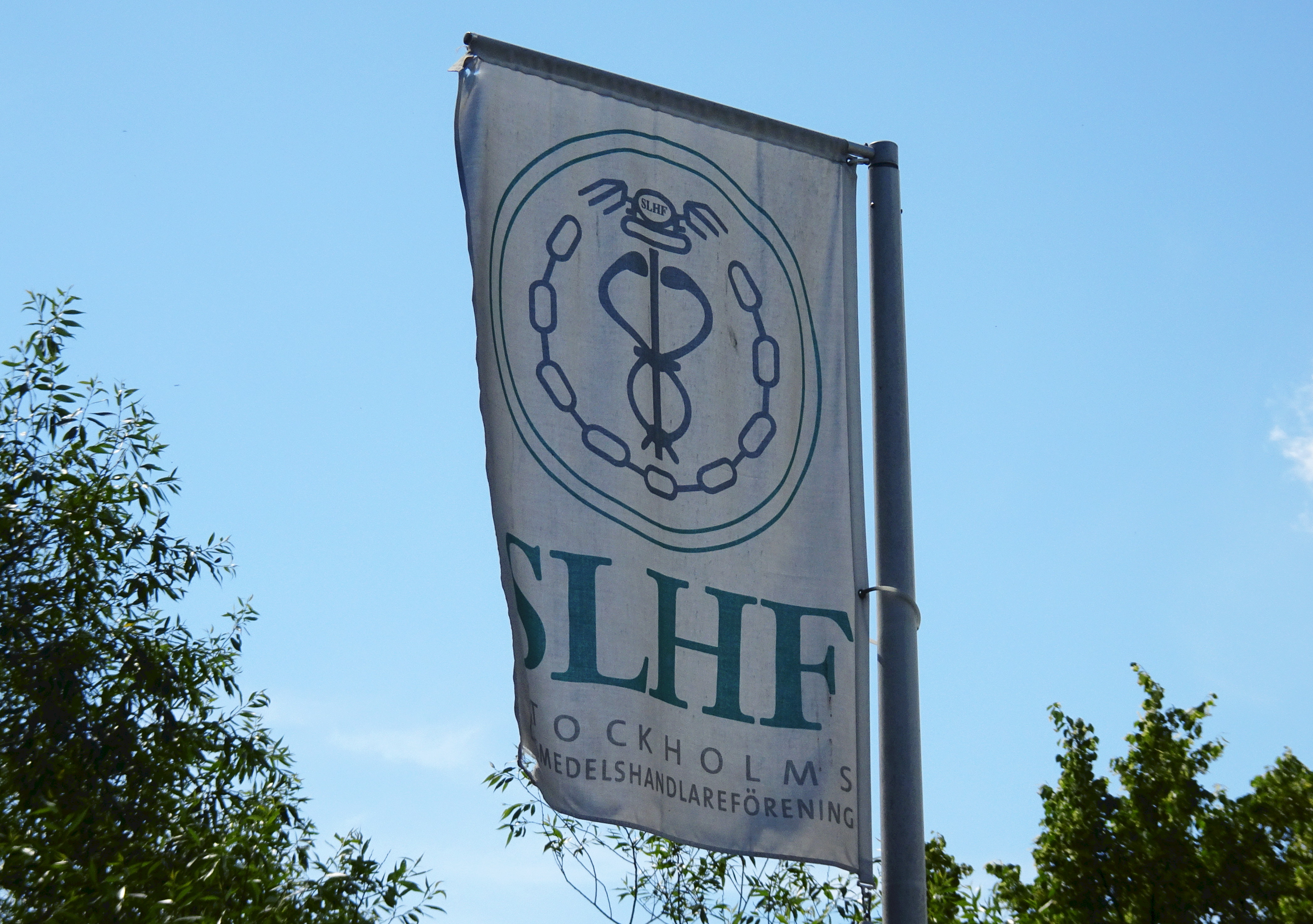
SLHF:s flagga.

Föregångaren till SLHF bildades 1892 under namnet Stockholms Specerihandlares Förening. Initiativtagare och första ordförande var handlaren Wilhelm Johnson (1833−1920) som var bror till Axel Johnson, grundaren av Johnson-koncernen. År 1896 startade föreningen en understödskassa som skulle ge behövande äldre medlemmar och deras närstående ekonomiskt stöd. 1934 anslöts Stockholms Viktualiehandlareförening (en sammanslutning av kötthandlare) och namnet ändrades till Stockholms Speceri- och Livsmedelshandlarförening. 1954 byttes namnet till nuvarande Stockholms Livsmedelshandlareförening. 2007 förvärvade föreningen den anrika Villa Adolfsberg på Kungsholmen och samma år flyttade man sin verksamhet dit från Regeringsgatan 109.

## Verksamhet
Föreningens uppgift är att bland annat ”tillhandahålla kvalificerad och konfidentiell rådgivning, biträda medlemmarna i kontakter med myndigheter, medverka i erfarenhetsutbyte över blockgränserna samt underlätta och utveckla medlemmarnas arbete i butikerna”. Genom flera stiftelser och fonder utdelas understöd och utbildningsstipendier. Huvuddelen av medlemmarna driver butiker anslutna till Ica eller Hemköp/Axfood.